# 화순 쌍봉사 극락전 목조아미타여래좌상
화순 쌍봉사 극락전 목조아미타여래좌상(和順 雙峰寺 極樂殿 木造阿彌陀如來坐像)은 대한민국 전라남도 화순군 이양면 증리, 쌍봉사 극락전에 있는 조선시대의 불상이다. 2001년 6월 5일 전라남도의 유형문화재 제252호로 지정되었다.

## 개요
쌍봉사 극락전에 모셔져 있는 앉은 모습의 아미타여래상이다. 원래는 양 옆에 관세음보살과 대세지보살의 협시불과 함께 삼존의 형식을 갖추고 있었으나, 1989년 8월경 양 협시불을 도난당하여 이후에 새로 조성한 것이다.
나무로 만들어진 아미타여래좌상은 사각형에 가까운 얼굴을 하고 있으며 등이 약간 굽은 모습이다. 머리는 소라모양의 나발이고, 짧은 목에는 삼도가 얕게 그려져 있다. 양어깨를 모두 감싼 옷의 주름은 뚜렷하면서도 두툼한 느낌을 준다. 오른손은 올리고 왼손은 내린 모습인데 양손은 모두 엄지와 중지를 맞대고 있는 손모양을 하고 있으며 오른다리를 왼다리 위에 걸쳐 앉아 있다.
이 불상은 숙종 20년(1694)에 만들어진 것으로 대웅전에 모셔져 있는 목조삼존불상(전라남도 유형문화재 제251호)과 조각형식이 매우 흡사하다.

## 참고 문헌
- 화순쌍봉사극락전목조아미타여래좌상 - 국가유산청 국가유산포털